# St. Georg (Bad Pyrmont)

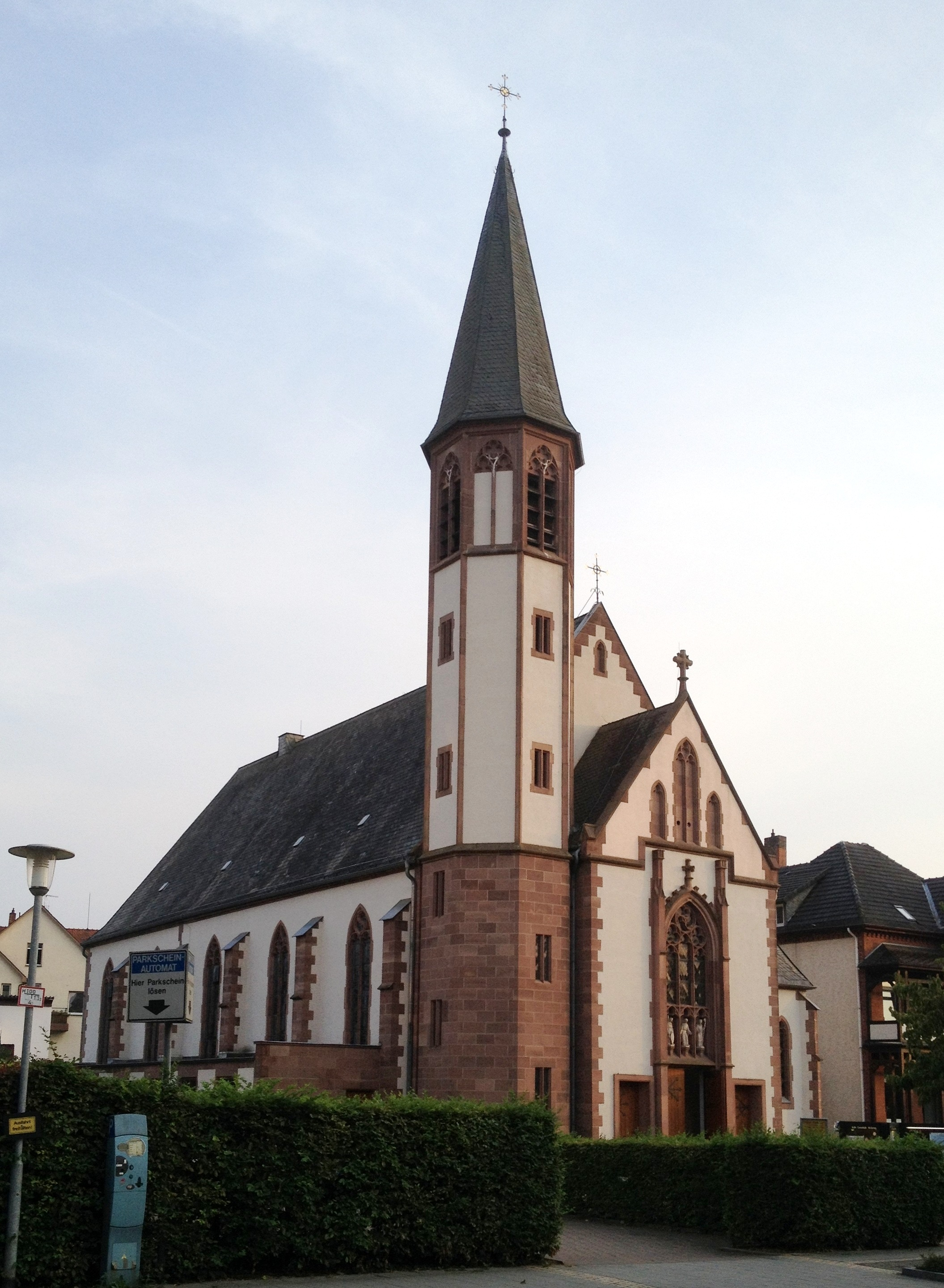
St. Georg, Bad Pyrmont

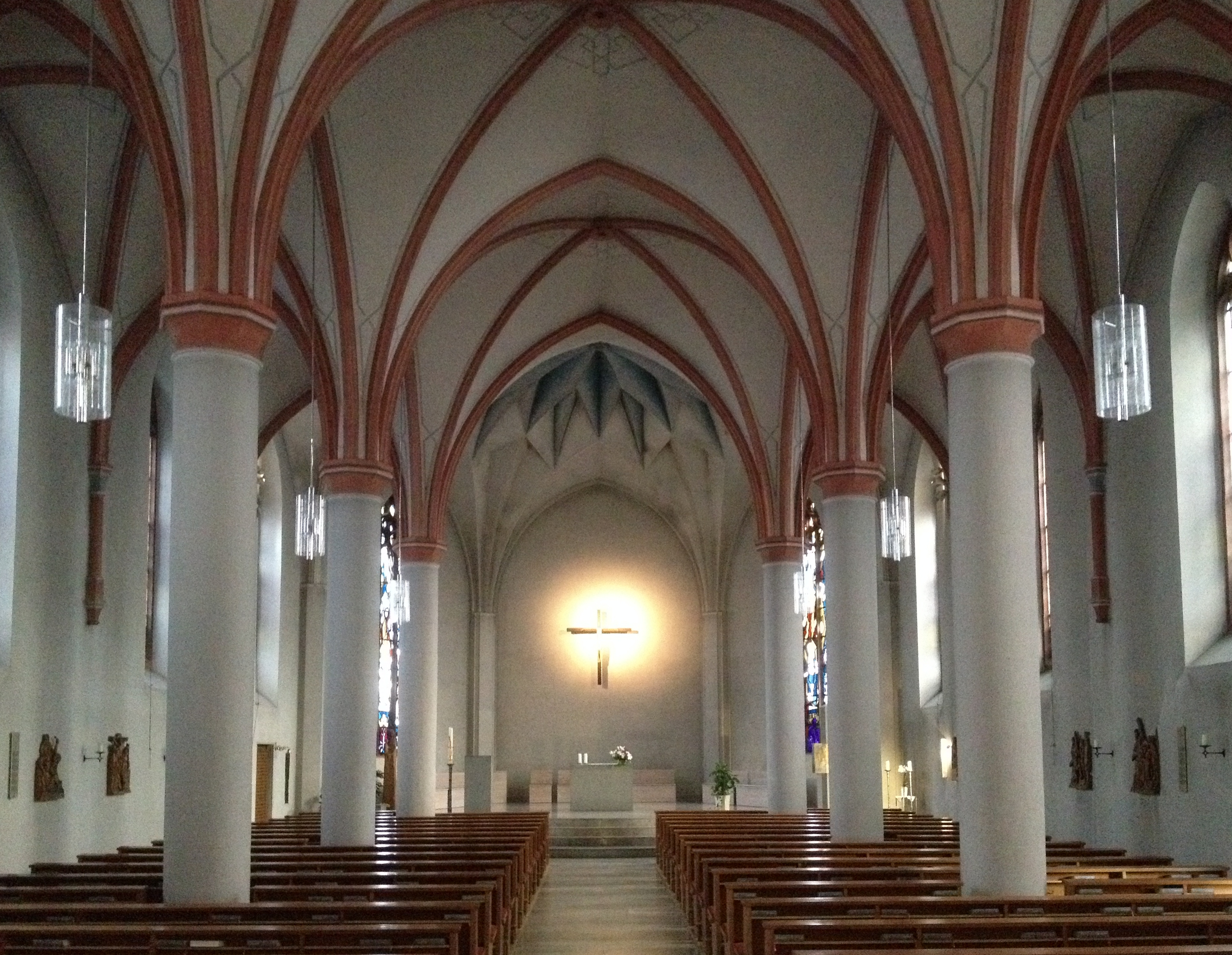
Innenraum

St. Georg ist eine römisch-katholische Kirche in Bad Pyrmont im Landkreis Hameln-Pyrmont (Niedersachsen). Kirche und Gemeinde gehören zum Pastoralverbund Falkenhagen-Lügde-Bad Pyrmont im Dekanat Bielefeld-Lippe des Erzbistums Paderborn. Sie ist die einzige katholische Kirche des Erzbistums in Niedersachsen.

## Geschichte
Die Kirche entstand in den Jahren 1903/1904 nach Entwurf des Paderborner Diözesanbaumeisters Arnold Güldenpfennig. 1962/1963 erfolgte unter der Leitung von Aloys Dietrich eine Erweiterung (Verlängerung) der Kirche.

## Architektur
Die Hallenkirche hat im Süden einen dreiseitigen Chorschluss. Im Inneren der Kirche ist im Chorraum ein plastisches Sterngewölbe in prismatischen Formen zu sehen. Es ruht auf Wandpfeilern ohne Kapitelle. 

## Ausstattung
Die liturgische Ausstattung der Kirche erfolgte durch Thomas Torkler. Die Farbverglasungen entstanden nach Vorlagen von Benno Lippsmeier.